# Gigantopithecus
 Gigantopithecus  ist eine ausgestorbene Gattung der Primaten aus der Familie der Menschenaffen (Hominidae). Die Fossilien werden ins Obere Miozän und Mittlere Pleistozän datiert. Funde aus Nordindien und Pakistan (Gigantopithecus giganteus und Gigantopithecus bilaspurensis) gelten als 8 bis 7 Millionen Jahre alt, Funde aus China (Gigantopithecus blacki) sind hingegen jünger als 2 Millionen Jahre; einzelne chinesische Funde wurden auf nur 400.000 bis 320.000 Jahre und sogar auf nur 100.000 Jahre datiert.

## Namensgebung
Die Bezeichnung der Gattung Gigantopithecus ist abgeleitet von den griechischen Wörtern πίθηκος (altgriechisch ausgesprochen píthēkos): „Affe“ und γίγας gígas „Riese“. Das Epitheton der Typusart, Gigantopithecus blacki, ehrt den 1934 verstorbenen Arzt und Paläoanthropologen Davidson Black, „dessen fundamentale Arbeiten über den Sinanthropus ihm ein dauerndes Gedenken sichern werden, und dem es leider nicht mehr vergönnt war, sein Werk zu vollenden.“ Gigantopithecus blacki bedeutet somit sinngemäß „Blackscher Riesenaffe“.

## Erstbeschreibung
Holotypus der Gattung und zugleich der Typusart Gigantopithecus blacki ist ein rechter, hinterer Molar (M2) aus dem Unterkiefer, den der deutsche Paläontologe Gustav Heinrich Ralph von Koenigswald 1935 zusammen mit mehreren hundert Orang-Utan-Zähnen in Hongkong in Apotheken für traditionelle chinesische Medizin erworben hatte. Damals wurden in China Fossilien als so genannte Drachenknochen zu Pulver zerrieben, weil ihnen heilende Wirkung nachgesagt wurde. Noch im gleichen Jahr veröffentlichte von Koenigswald die nur wenige Druckzeilen lange Erstbeschreibung der von ihm neu eingeführten  Gattung Gigantopithecus.
Der Zahn war von Koenigswald aufgefallen, weil er weit größer ist als alle Orang-Utan-Zähne und sich von diesen durch ein viel gröberes Kronenrelief deutlich unterscheidet. Mit einer Länge von 22 mm und Breite von 18 mm ist der Zahn sogar größer als der entsprechende eines Gorillas. Obwohl er stark abgekaut ist, stellte von Koenigswald fest, dass dem Backenzahn die für Affen typische starke Schmelzrunzelung fehlt, und dass er sich durch eine eigenartige Überentwicklung sekundärer Höckerchen auszeichnet, die ihm ein ungewöhnliches Aussehen für einen Primatenzahn verleihen. Er stellte fest, dass es die gleichen Sekundärhöckerchen sind, die auch beim Orang-Utang auftreten können. So besitze der Zahn ein typisches Tuberculum acces. med. intern.
Bis 1939 entdeckte von Koenigswald noch drei weitere einzelne Gigantopithecus-Zähne in chinesischen Apotheken.

## Weitere Funde und Merkmale
In den 1950er-Jahren suchten chinesische Forscher an den – zumindest lokal – bekannten Fundstellen von „Drachenknochen“ nach Gigantopithecus-Zähnen, um sie datieren zu können. Fündig wurden sie vor allem in den südchinesischen Karst-Landschaften, wobei allein aus der Liucheng-Höhle (柳城) in Guangxi rund tausend Gigantopithecus-Zähne und drei Kiefer-Fragmente geborgen wurden. 1956 entdeckte man erstmals einen vollständigen Unterkiefer, 2017 waren insgesamt rund 2000 einzelne Zähne und vier Unterkiefer von Gigantopithecus entdeckt worden, einige davon sind nur teilweise erhalten. Weitere Funde stammen aus Nordindien und Pakistan. Da einige Funde in der Nähe von fossilen Pandabären gemacht wurden, wurde zunächst vermutet, dass auch Gigantopithecus sich von Bambus ernährte, zumal die großen Zähne und die mächtigen Kiefer als Anpassung an das Kauen harter pflanzlicher Nahrung interpretiert werden konnten. Untersuchungen des Zahnschmelzes, die Ende 2015 online und 2017 in einem Fachblatt publiziert wurden, ergaben jedoch, dass Gigantopithecus sich – vergleichbar mit einem Orang-Utan – überwiegend von anderen Blättern und Früchten ernährte und – anders als ein Pandabär – nicht auf Bambus spezialisiert war.

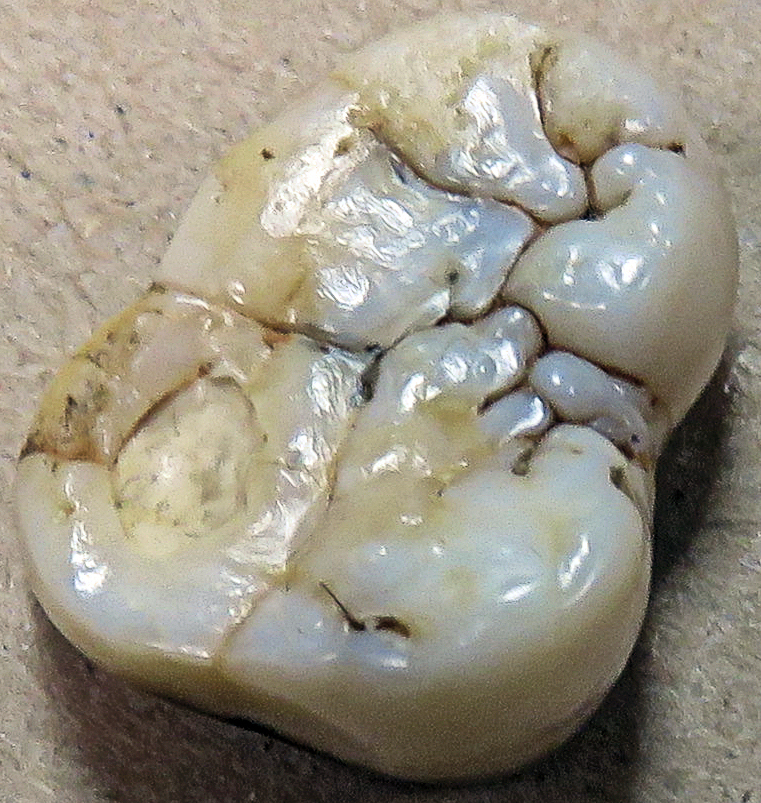
Der Holotypus von Gigantopithecus (Original)

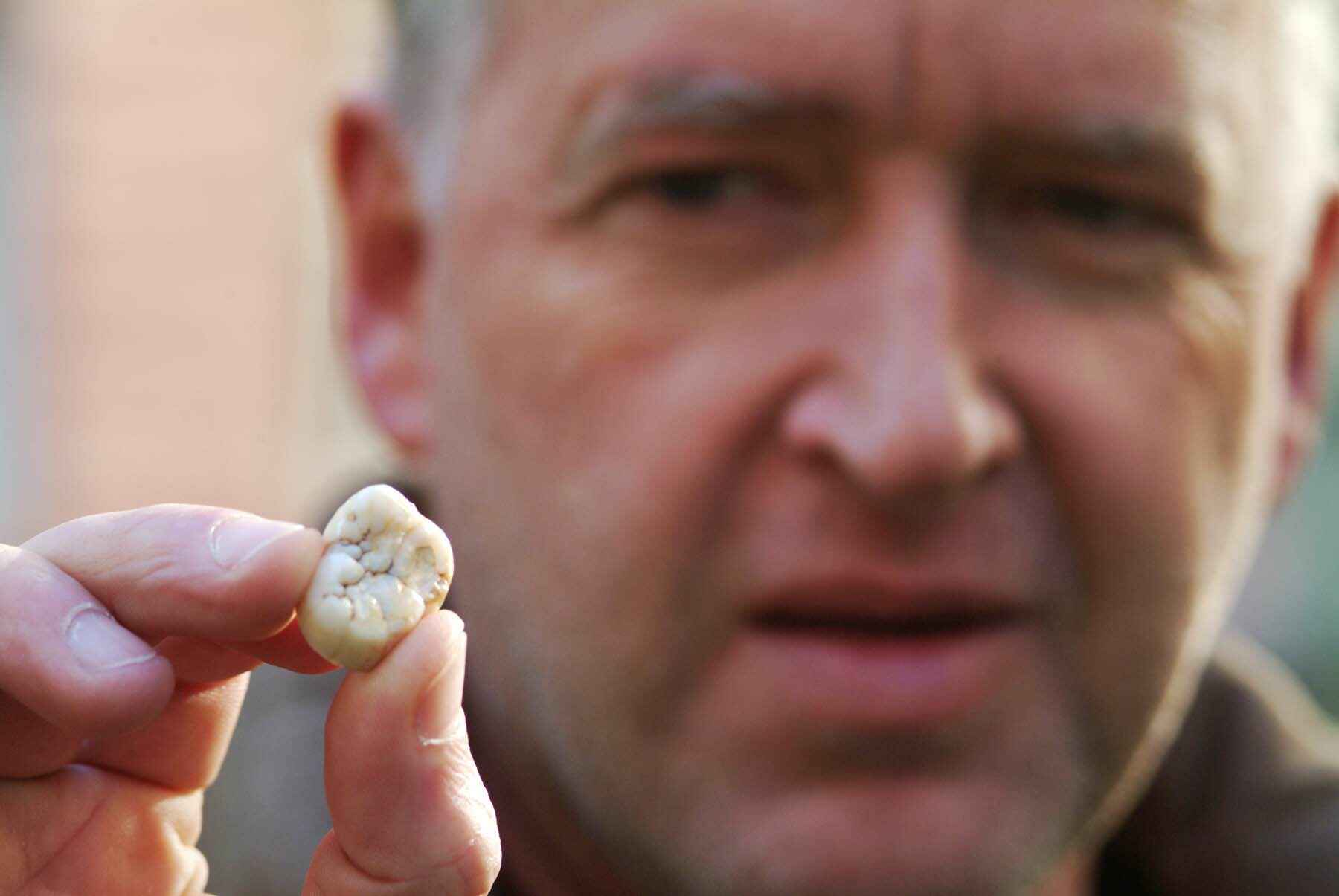
Der Vergleich mit dem Daumennagel macht die Größe klar: Friedemann Schrenk mit dem Holotypus von Gigantopithecus

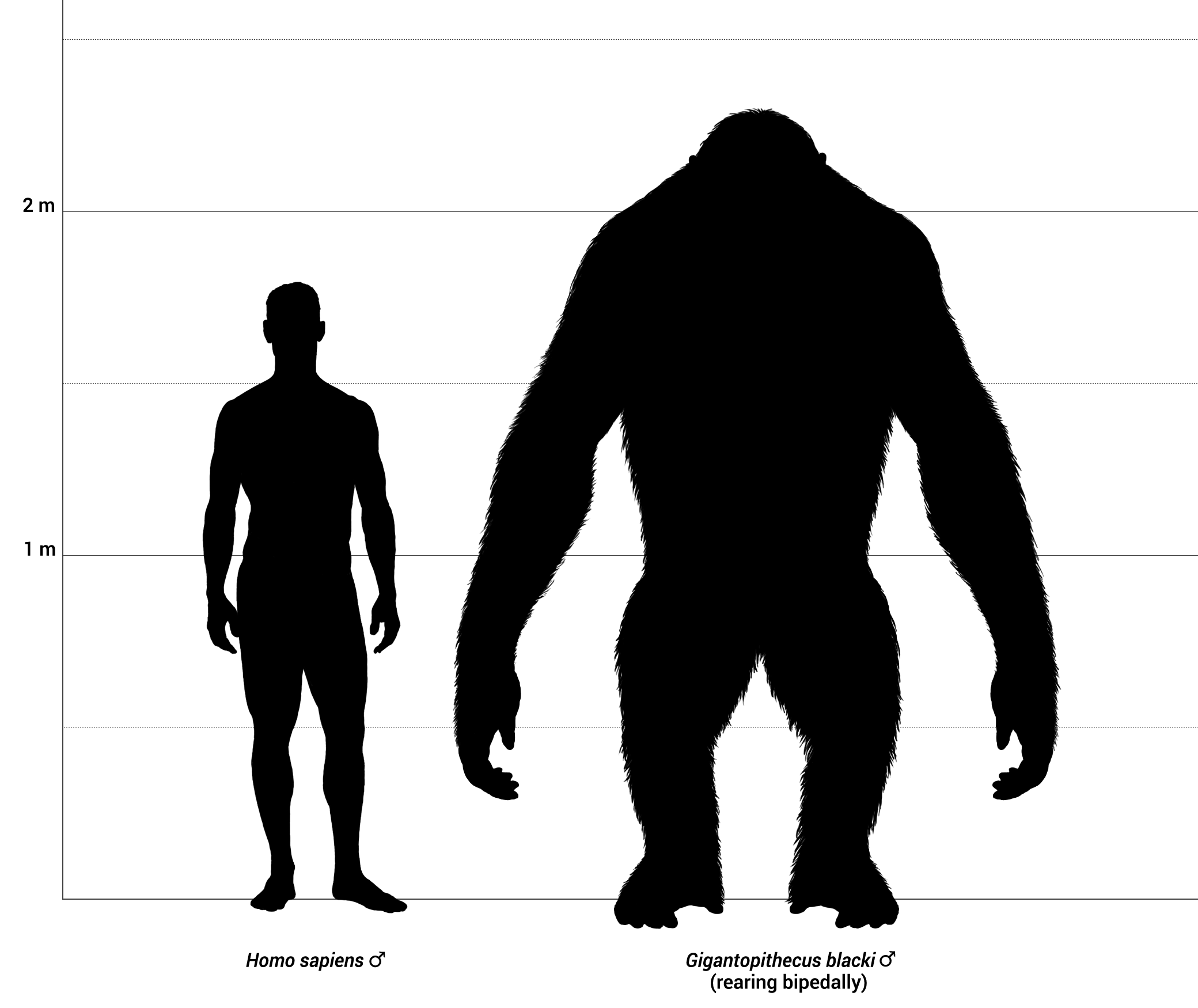
Rekonstruktion der vermuteten Größe: G. blacki (rechts); links: Homo sapiens

Über Größe und Gewicht können derzeit keine endgültigen Aussagen getroffen werden, da bisher nur Kieferelemente und Zähne gefunden wurden. Allerdings übertreffen diese ihre Gegenstücke bei lebenden Menschenaffen an Größe deutlich.
Nach Ansicht einiger Wissenschaftler war Gigantopithecus mehr als drei Meter groß und somit der größte Menschenaffe, der je gelebt hat. Demnach hätte er – vergleichbar einem ausgewachsenen Eisbären – mehr als 500 kg gewogen. Eine andere Schätzung geht jedoch von deutlich geringeren Größen aus. Diese Schätzung beruht auf der Korrelation von Gorilla-Unterkiefer und langen Gorilla-Röhrenknochen; anhand dieser Korrelation wurde auf die mutmaßliche Länge der Gigantopithecus-Röhrenknochen geschlossen, mit dem Ergebnis, dass diese Röhrenknochen 20 bis 25 % länger als die von Gorillas gewesen seien. Dies würde bei ähnlichen Proportionen einer Körpergröße von etwa 180 cm entsprechen.

## Aussterben
Bereits 2017 war im Zusammenhang mit einer Studie zu den Ernährungsgewohnheiten von Gigantopithecus über die Gründe seines Aussterbens spekuliert worden: Da während der Eiszeit-Phasen des Pleistozäns die Wälder verschwanden und durch offene Savannen ersetzt wurden, könne dies zur Folge gehabt haben, dass sich sein Nahrungsangebot verringerte. Während die zur gleichen Zeit in Afrika lebenden Vorfahren des Menschen Gräser und Wurzeln als Nahrung übernahmen, die es auch in den asiatischen Savannen zahlreich gab, passte Gigantopithecus sich offenbar nicht hinreichend schnell an die sich verändernde Umwelt an.
2024 wurde diese Hypothese durch die Ergebnisse einer umfangreichen Studie erhärtet. Demnach starb Gigantopithecus zwischen 295.000 und 215.000 Jahren vor heute aus. Die Umwelt von Gigantopithecus habe vor 2,3 Millionen Jahren aus einem Mosaik aus Wäldern und Gräsern bestanden, das ideale Bedingungen für seine am Boden lebenden Populationen bot. Unmittelbar vor und während der Zeitspanne des Aussterbens sei es jedoch zu einer erhöhten Umweltvariabilität aufgrund zunehmender jahreszeitlicher Schwankungen gekommen, was – belegt anhand von Pollenanalysen – zu Veränderungen in den Pflanzengemeinschaften und einer Zunahme offener Waldgebiete führte. Während es den nahe verwandten Orang-Utans gelungen sei, ihre Nahrungspräferenzen und ihr Verhalten an diese Veränderungen anzupassen, könne man in den analysierten Fossilien von Giganthopithecus blacki „Anzeichen von chronischem Stress und schwindenden Populationen“ nachweisen, ableitbar u. a. aus dem gänzlich veränderten Streifenmuster im Inneren der Zähne bei jüngeren Funden im Vergleich mit älteren. Diese Schlussfolgerungen beruhen auf der Datierung und Analyse von Fossilien und Sedimenten aus insgesamt 22 Höhlen im Süden Chinas.

## Stammesgeschichtliche Einordnung
Der nächste fossil überlieferte Verwandte von Gigantopithecus war vermutlich der viel kleinere Sivapithecus, der in Südosteuropa, Asien und Afrika lebte. Als nächster heute noch lebender Verwandter galt seit langem der Orang-Utan; 2019 wurde diese Vermutung mit Hilfe fossiler Proteine untermauert. Aus einem knapp 1,9 Millionen Jahre alten Backenzahn aus China hatten in Dänemark tätige Experten auf dem Gebiet der Paläoproteomik Proben von Zahnschmelz gewonnen und daraus mehrere Proteine von Gigantopithecus blacki rekonstruiert. Die Rekonstruktionen wurden anhand der Einträge in Protein-Datenbanken mit dort registrierten Proteinen anderer Menschenaffen-Arten verglichen. Daraus ergab sich, dass Gigantopithecus ein Schwester-Taxon der Orang-Utans (Gattung Pongo) ist und dass der letzte gemeinsame Vorfahre von Gigantopithecus und Orang-Utan vor 12 bis 10 Millionen Jahren lebte.

## Trivia
1985 versuchte der amerikanische Anthropologe Grover Krantz, den als Bigfoot bekannten, humanoiden Kryptiden der nordamerikanischen Folklore als Gigantopithecus blacki wissenschaftlich anerkannt zu bekommen. Die International Commission on Zoological Nomenclature lehnte dies jedoch ab, da das Taxon bereits vergeben war und Krantz keinen Holotypus vorweisen konnte.

## Belege
1. ↑  Giant Asian Ape and Humans Coexisted, Might Have Interacted. Auf: nationalgeographic.com vom 8. Dezember 2005
2. ↑  Yingqi Zhang et al.: New 400–320 ka Gigantopithecus blacki remains from Hejiang Cave, Chongzuo City, Guangxi, South China. In: Quaternary International. Band 354, 2014, S. 35–45, doi:10.1016/j.quaint.2013.12.008.
3. 1 2 3  Hervé Bocherens et al.: Flexibility of diet and habitat in Pleistocene South Asian mammals: Implications for the fate of the giant fossil ape Gigantopithecus. In: Quaternary International. Band 434, Part A, 2017, S. 148–155, doi:10.1016/j.quaint.2015.11.059.
4. ↑  Giant ape lived alongside humans. Auf: eurekalert.org vom 10. November 2005.
Gigantopithecus. Auf: welt.de vom 14. Dezember 2005.
5. 1 2   Gustav Heinrich Ralph von Koenigswald: Eine fossile Säugetierfauna mit Simia aus Südchina. N. V. Noord-Hollandsche Uitgevers Maatschappij, Amsterdam 1935, S. 871–879, Volltext (PDF).
6. ↑  Gustav Heinrich Ralph von Koenigswald: Begegnungen mit dem Vormenschen. Deutscher Taschenbuchverlag, dtv Band 269, München 1965, S. 57 f.
7. 1 2 3  Colin Barras: Hunting for the greatest of apes. In: New Scientist. Band 230, Nr. 3074, 2016, S. 34–37, doi:10.1016/S0262-4079(16)30905-8
8. ↑  Wenzhong Pei: 柳城巨猿洞的发掘和广西其他山洞的探查 (Excavation of Liucheng Gigantopithecus Cave and Exploration of Other Caves in Kwangsi.) Peking, 1965.
9. ↑  Yingqi Zhang und Terry Harrison: Gigantopithecus blacki: a giant ape from the Pleistocene of Asia revisited. In: American Journal of Physical Anthropology. Band 162, Nr. S63 (Supplement: Yearbook of Physical Anthropology), S. 153–177, doi:10.1002/ajpa.23150.
10. ↑  The ape that was. Asian fossils reveal humanity's giant cousin. (Memento vom 1. März 2012 im Internet Archive) Beschreibung (mit Abbildungen) auf der Website von Russell L. Ciochon, Professor of Anthropology, University of Iowa.
11. ↑  A. E. Johnson, Jr.: Skeletal Estimates of Gigantopithecus based on a Gorilla analogy. In: Journal of Human Evolution. Band 8, Nr. 6, 1979, S. 585–587, doi:10.1016/0047-2484(79)90111-8. Zitiert nach: Parker Dickson: Gigantopithecus: A Reapprisal of Dietary Habits. In: Totem: The University of Western Ontario Journal of Anthropology. Band 11, Nr. 1, 21. Juni 2011.
12. ↑  Earth's largest ever ape died out because it refused to eat its greens – study. In: The Guardian. 5. Januar 2015, abgerufen am 5. Januar 2015.
13. ↑  King Kong war unflexibel. Riesenaffe starb vor 100.000 Jahren wegen mangelnder Anpassung aus. Auf: idw-online vom 4. Januar 2015.
14. ↑  Yingqi Zhang et al.: The demise of the giant ape Gigantopithecus blacki. In: Nature. Online-Vorabveröffentlichung vom 10. Januar 2024, doi:10.1038/s41586-023-06900-0.
Gigantopithecus: Warum der Riesen-Affe ausstarb. Auf: wissenschaft.de vom 10. Januar 2024.
15. ↑  Frido Welker et al.: Enamel proteome shows that Gigantopithecus was an early diverging pongine. In: Nature. Band 576, 2019, S. 262–265, doi:10.1038/s41586-019-1728-8.
 Oldest molecular information to date illuminates the history of extinct Gigantopithecus. In: EurekAlert! 13. November 2019, abgerufen am 16. November 2019.
Magdalena Schmude: Meldungen aus der Wissenschaft: Ein gigantischer Urzeit-Affe war ein direkter Verwandter des Orang-Utan. In: Deutschlandfunk-Sendung „Forschung aktuell“. 14. November 2019, abgerufen am 16. November 2019 (auch als mp3-Audio, 4,3 MB, 4:423 Minuten).
16. ↑  Brian Regal: Entering Dubious Realms: Grover Krantz, Science, and Sasquatch. In: Annals of Science. 66. Jahrgang, Nr. 1, Januar 2009, S. 83–102, doi:10.1080/00033790802202421, PMID 19831199 (kean.edu (Memento des Originals vom 6. März 2012 im Internet Archive) [abgerufen am 28. November 2015]).